# デヴォル川
デヴォル川（デヴォルがわ、アルバニア語: Lumi Devoll）は、アルバニア南部を流れる川で、セマン川源流のひとつである。デヴォル川の水源はデヴォル県の南西部、ギリシャとの国境近くにある。デヴォル県を北上してからコルチャ県に入り西に向きを変えグラムシ県を流下し、南へ向きを変えてオスム川とクチョヴァ県・クチョヴァ付近でオスム川と合流し、セマン川と名を変える。セマン川は85km西に流れアドリア海に注いでいる。